# Nazwy miejscowości z członem Zdrój
Zgodnie z polskim ustawodawstwem do nazwy miejscowości, w której granicach administracyjnych znajduje się obszar uzdrowiska, może zostać dodany odpowiednio wyraz „zdrój”, jeżeli podstawą leczenia uzdrowiskowego są wody lecznicze.

## Warianty pisowni
Zgodnie z urzędowym wykazem nazwy miejscowości z członem „Zdrój” powinno się pisać z łącznikiem (z wyjątkami typu Mały Zdrój, Biały Zdrój itp.).
Urzędowe nazwy miejscowości ustala Minister Spraw Wewnętrznych i Administracji, po zasięgnięciu opinii Komisji Nazw Miejscowości i Obiektów Fizjograficznych. Wszystkie zmiany nazw są publikowane co roku w Dzienniku Ustaw.
Przyjmuje się, że różnica w nazwie między łącznikiem a spacją jest istotna, choć zasada ta nie jest wcale oczywista. Aleksandra Cieślikowa, przewodnicząca Komisji Nazw Miejscowości i Obiektów Fizjograficznych w latach 2003–2008, pisała, że „wszystkie zmiany dotyczące formy nazwy (nawet łącznika) muszą być ogłaszane w odpowiednich rozporządzeniach” .
W użyciu była również pisownia nazw miejscowości z członem „Zdrój” ze spacją zamiast łącznika, w szczególności została ona zastosowana w nazwach polskich statków handlowych (MS Busko Zdrój, MS Kudowa Zdrój i kilku innych). Niektórzy językoznawcy tę właśnie pisownię uważali za poprawną. W konsekwencji była ona stosowana nie tylko przez samych mieszkańców, ale i przez niektóre władze lokalne. W konsekwencji uchwały Rady Języka Polskiego nr 11 z 2004 r. rozbieżności te zostały w zasadzie zlikwidowane.
W języku potocznym człon Zdrój jest bardzo często opuszczany.

## Historia problemu
W 1924 r. Śląska Rada Wojewódzka utworzyła gminę (wieś) Jastrzębie Zdrój (Jastrzębie-Zdrój). W 1930 r. Minister Spraw Wewnętrznych ustalił nazwę gminy (wsi) Łomnica Zdrój. W 1932 r. Sejm Śląski ustalił gminy na Goczałkowice Zdrój.
Pisownia z dywizem i członem „Zdrój” była dodawana do nazw miejscowości lub części miejscowości, co potwierdza Mapa Szczegółowa Polski z 1936 r. dla wsi Łomnica-Zdrój oraz osady Żegiestów-Zdrój. W 1937 r. Minister Spraw Wewnętrznych ustalił nazwę miasta Busko-Zdrój.
W 1946 r. Komisja Ustalania Nazw Miejscowości, ustalająca polskie nazewnictwo na Ziemiach Odzyskanych, wprowadziła następującą pisownię: Cieplice Śląskie Zdrój, Czerniawa Zdrój, Długopole Zdrój, Duszniki Zdrój, Jedlina Zdrój, Jerzmanice Zdrój, Kudowa Zdrój, Lądek Zdrój, Polanica Zdrój, Połczyn Zdrój, Przerzeczyn Zdrój, Świeradów Zdrój, Szczawno Zdrój, Trzcińsko Zdrój, w 1947 r. dodano Elbląg Zdrój. Nazwy zostały wówczas ustalone bez dywizu.
Taki sposób zapisu (bez łącznika) został przedstawiony (wraz z uzasadnieniem) w Zasadach pisowni polskiej i interpunkcji ze słownikiem ortograficznym autorstwa Stanisława Jodłowskiego i Witolda Taszyckiego oraz w innych wydawnictwach tych autorów, opartych na obowiązujących ówcześnie ustaleniach Komitetu Językoznawstwa PAN. Zasady te w niezmienionej formie wydawane były do końca lat 90. i w powszechnej opinii uchodziły za obowiązujące.
W 1966 r. weszła w życie ustawa o uzdrowiskach i leczeniu uzdrowiskowym, stwierdzająca, że tylko miejscowości urzędowo uznane za uzdrowiska mogą posiadać w swojej nazwie człon zdrój. Na mocy tej ustawy w 1967 r. opublikowano urzędowy spis miejscowości uzdrowiskowych, w którym znalazło się 36 miejscowości. Z tych 36 miejscowości 16 w swojej nazwie miało człon zdrój. Nazwy tych miejscowości w spisie zapisano z łącznikiem: Busko-Zdrój, Cieplice Śląskie-Zdrój, Długopole-Zdrój, Duszniki-Zdrój, Goczałkowice-Zdrój, Iwonicz-Zdrój, Jastrzębie-Zdrój, Jedlina-Zdrój, Kudowa-Zdrój, Lądek-Zdrój, Polanica-Zdrój, Połczyn-Zdrój, Rymanów-Zdrój, Szczawnica-Zdrój, Świeradów-Zdrój, Wieniec-Zdrój.
W 1980 r. Minister Administracji, Gospodarki Terenowej i Ochrony Środowiska wydał zarządzenie o sporządzeniu „Wykazu urzędowych nazw miejscowości w Polsce” – sporządziła go Komisja Ustalania Nazw Miejscowości i Obiektów Fizjograficznych. Został opublikowany w 3 tomach w latach 1980–1982. Wykaz ten objął wszystkie miejscowości w Polsce oraz potwierdził urzędową pisownię nazw „zdrojowych” z dywizem.
W 2004 r. Rada Języka Polskiego ostatecznie wyjaśniła rozbieżności pojawiające się pomiędzy zapisem urzędowym nazw a tym spotykanym w niektórych słownikach na korzyść zapisu urzędowego (czyli z dywizem) stwierdzając jednocześnie, że zapis ten jest i był zgodny z normami języka polskiego (sprzeczny z tymi normami był zapis bez dywizu) .
W 2013 r. Minister Administracji i Cyfryzacji ustalił nowy Wykaz urzędowych nazw miejscowości i ich części, który ponownie potwierdził nazwy z dywizem.

## Odmiana nazw z członem „Zdrój”
W nazwach dwuczłonowych odmieniają się oba człony, dlatego należy odmieniać zarówno nazwę, jak i określenie „Zdrój” :

park w Polanicy-Zdroju, pociąg do Buska-Zdroju, kartka związana z Kudową-Zdrojem, pozdrowienia z Cieplic-Zdroju; błędnie: w Polanicy-Zdrój, z Kudową-Zdrój, do Buska-Zdrój, z Cieplic-Zdrój

Podobnie jak ma to miejsce w przypadku pisowni z łącznikiem, brak odmiany predykatu „Zdrój” jest często spotykanym błędem nawet wśród samorządowców i dziennikarzy .

## Nazwy miejscowości z członem „Zdrój”

### Pisane z łącznikiem
| Obecna nazwa           | Status uzdrowiska | Rodzaj miejscowości            | Okoliczności dodania członu „Zdrój”                                                     | Komentarz |
| ---------------------- | ----------------- | ------------------------------ | --------------------------------------------------------------------------------------- | --- |
| Bolków-Zdrój           | nie               | przysiółek wsi Stare Rochowice | nazwa z członem „Zdrój” ustalona w 1946 r.                                              | miejscowość nie miała statusu uzdrowiska, lecz w latach 1971–2005 była określona jako „obszar, który posiada warunki do prowadzenia lecznictwa uzdrowiskowego lub eksploatacji naturalnych zasobów leczniczych” |
| Busko-Zdrój            | tak               | miasto                         | zmiana nazwy w 1937 r. z Busko                                                          | – |
| Cieplice Śląskie-Zdrój | tak               | część miasta Jelenia Góra      | nazwa z członem „Zdrój” ustalona w 1946 r.                                              | w latach 1935–1976 osobne miasto, także w roku ustalania polskiej nazwy |
| Czerniawa-Zdrój        | tak               | część miasta Świeradów-Zdrój   | nazwa z członem „Zdrój” ustalona w 1946 r.                                              | do 1972 osobna miejscowość, także w roku ustalania polskiej nazwy |
| Długopole-Zdrój        | tak               | wieś                           | nazwa z członem „Zdrój” ustalona w 1946 r.                                              | – |
| Duszniki-Zdrój         | tak               | miasto                         | nazwa z członem „Zdrój” ustalona w 1946 r.                                              | – |
| Goczałkowice-Zdrój     | tak               | wieś                           | zmiana nazwy gminy w 1932 r. z Goczałkowice Dolne                                       | – |
| Horyniec-Zdrój         | tak               | wieś                           | zmiana nazwy w 1998 r. z Horyniec                                                       | – |
| Iwonicz-Zdrój          | tak               | miasto                         | zmiana nazwy z Iwonicz                                                                  | – |
| Jastrzębie-Zdrój       | nie               | miasto                         | utworzenie gminy (wsi) Jastrzębie-Zdrój z obszaru dworskiego Jastrzębie Dolne w 1924 r. | miejscowość utraciła status uzdrowiska w 2007 r. |
| Jedlina-Zdrój          | tak               | miasto                         | nazwa z członem „Zdrój” ustalona w 1946 r.                                              | – |
| Jerzmanice-Zdrój       | nie               | wieś                           | nazwa z członem „Zdrój” ustalona w 1946 r.                                              | po 1945 r. miejscowość nie miała statusu uzdrowiska |
| Krynica-Zdrój          | tak               | miasto                         | zmiana nazwy w 2002 r. z Krynica (pot. Krynica Górska)                                  | – |
| Kudowa-Zdrój           | tak               | miasto                         | nazwa z członem „Zdrój” ustalona w 1946 r.                                              | – |
| Lądek-Zdrój            | tak               | miasto                         | nazwa z członem „Zdrój” ustalona w 1946 r.                                              | – |
| Łomnica-Zdrój          | nie               | wieś                           | zmiana nazwy gminy w 1930 r. z Łomnica                                                  | miejscowość utraciła status uzdrowiska przed 1967 r. |
| Opolno-Zdrój           | nie               | wieś                           | nazwa z członem „Zdrój” ustalona w 1947 r.                                              | po 1945 r. miejscowość nie miała statusu uzdrowiska |
| Piwniczna-Zdrój        | tak               | miasto                         | zmiana nazwy w 1998 r. z Piwniczna                                                      | – |
| Polanica-Zdrój         | tak               | miasto                         | nazwa z członem „Zdrój” ustalona w 1946 r.                                              | – |
| Połczyn-Zdrój          | tak               | miasto                         | nazwa z członem „Zdrój” ustalona w 1946 r.                                              | – |
| Przerzeczyn-Zdrój      | tak               | wieś                           | nazwa z członem „Zdrój” ustalona w 1946 r.                                              | – |
| Rabka-Zdrój            | tak               | miasto                         | zmiana nazwy w 2000 r. z Rabka                                                          | – |
| Rymanów-Zdrój          | tak               | wieś                           | ustalenie nazwy nowej miejscowości, pod miastem Rymanów                                 | – |
| Solec-Zdrój            | tak               | wieś                           | zmiana nazwy w 1974 r. z Solec                                                          | – |
| Szczawno-Zdrój         | tak               | miasto                         | nazwa z członem „Zdrój” ustalona w 1946 r.                                              | – |
| Świeradów-Zdrój        | tak               | miasto                         | nazwa z członem „Zdrój” ustalona w 1946 r.                                              | – |
| Trzcińsko-Zdrój        | nie               | miasto                         | nazwa z członem „Zdrój” ustalona w 1946 r.                                              | po 1945 r. miejscowość nie miała statusu uzdrowiska |
| Wieniec-Zdrój          | tak               | osada                          | ustalenie nazwy nowej miejscowości, w pobliżu wsi Wieniec                               | – |
| Wysowa-Zdrój           | tak               | wieś                           | zmiana nazwy w 2003 r. z Wysowa                                                         | – |
| Żegiestów-Zdrój        | tak               | osada, część wsi Żegiestów     | ustalenie nazwy nowej miejscowości, jako części wsi Żegiestów                           | – |

### Nazwy potoczne
- Brzozów-Zdrój → zakład zdrojowy w Brzozowie

### Pisane bez łącznika
- Biały Zdrój (powiat drawski)
- Biały Zdrój (powiat świdwiński)
- Stary Zdrój
- Zimny Zdrój